# 엘람의 통치자 목록
이 문서는 엘람의 역대 왕의 목록이다.

## 고 엘람 시대 (2700~1600 BC)

### 아완 왕조
- 수메르 왕 목록에 언급된 3왕 불명 (제위 기원전 26세기)

- 펠리? (제위 기원전 25세기)

- 타타?

- 욱쿠-타케쉬

- 키슈르

- 슈슌-타라나

- 나필-쿠쉬

- 킥쿠-시웨-템티

- 루크-이쉬샨 (기원전 24세기)

- 키셉-라텝 (기원전 24세기)

- 켈루 (제위 기원전 2300 - 2280 )

- 키타 (제위 기원전 2280 - 2250 )

...아카드인이 수사를 지배 ... 
- 쿠틱-인슈시낙 (제위 기원전 2240 - 2220 )

...우르 3왕조 수사 지배 ...

### 시마시키 왕조
- 기르남메 (기원전 21세기)

- 루락-루크칸 (기원전 21세기)

- 이파르티 1세

- 타지타 2세

- 탄-루후라테르 1세

- 킨다투, 후트란-텝티 1세

- 이다두 1세

- 탄-루후라테르 1세 (기원전 20세기)

- 이파르티 2세

- 이다두 2세

- 이다두-나피르

- 이다두-템티

### 에파르티 왕조
- 일하하

- 팔라-이쉬샨

- 쿡-사니트

- 쿡-키르마쉬

- 템-사니트

- 쿡-낙쿤테

- 쿡-나슈르 1세

- 아타-후슈 (기원전 1930s - 1880s)

- 테텝-마다?

- 시룩-투 (기원전 18세기)

- 시무트-와르타쉬

- 시웨-팔라르-후팍

- 쿠두-줄루쉬 1세

- 쿠티르-나흐훈테 1세

- 아타-메라-할키

- 타타

- 릴라-이르타쉬

- 템티-아군

- 쿠티르-쉴하하

- 쿡-나슈르 2세 (기원전 17세기)

- 템티-랍타쉬

- 시무트-와르타쉬 2세

- 쿠두-줄루쉬 2세

- 시르투

- 탄-우리

- 템티-할크

- 쿡-나슈르 3세

- [X]-마틀라트

## 중 엘람 시대 (1500~1100 BC)

### 키디누에스 왕조
- 키디누

- 인슈쉬낙-순키르-납피르

- 탄-루후라테르 2세

- 샬라

- 텝티-아하르

### 이기할케스 왕조
- 이기-할키

- 파히르-이쉬샨

- 아타르-키타

- 운팔라쉬-나피리샤

- 키딘-후트란 1세

- 훔반-우메나 (기원전 14세기)

- 운타쉬-나피리샤

- 키딘-후트란 2세

- 나피리샤-운타쉬

- 키딘-후트란 3세

### 슈트루케스 왕조
- 칼루투쉬-인슈쉬낙 (재위 기원전 1205 - 1185)

- 슈트룩-나흐훈테 (재위 기원전 1185 - 1155 )

- 쿠티르-나흐훈테 3세 (재위 기원전 1155 - 1150 )

- 쉴칵-인슈쉬낙 (재위 기원전 1150 - 1120)

- 쿠텔루투쉬-인슈쉬낙 (재위 기원전 1120 - 1110)

- 쉴하나-함루-라가마르 (재위 기원전 1110 - ???? )

## 신 엘람 시대 (1100~539 BC)
- 쿰반-타라 1세 (기원전 8세기 전반)

- 쿰반-우메나 2세 (기원전 ?-743)

- 쿰반-니카쉬 1세 (기원전 743-717)

- 슈트룩-나흐훈테 2세 (아시리아인 슈투르-나훈디 = 바빌로니아인 이쉬타르-훈두; 기원전 717-699, 할루슈, 기원전 699-693)

- 쿠두르(-나흐훈테) (재위 기원전 693-692)

- 쿰반-우메나 3세 (재위 기원전 692-689, 신아시리아인)

- 쿰반-할타쉬 1세 (재위 기원전 689-681, 센나케립)

- 쿰반-할타쉬 2세 (재위 기원전 681-675, 에사르하돈)

- 우르탁 (재위 기원전 675–64?, 아슈르바니팔)

- 테-움만 (재위 기원전 664?–653?)

- 훔반비카쉬 2세 (재위 기원전 653?–652)

- 탐마리투 2세 (재위 기원전 652?–49?)

- 인다비가쉬 (재위 기원전649?–648?)

- 탐마리투 2세 (재위 기원전647?)

- 쿰반-할타쉬 3세 (재위 기원전646 ?)